# جيمس بلاكمون جونيور
جيمس بلاكمون جونيور (بالإنجليزية: James Blackmon Jr.) مواليد 24 أبريل 1995 في شيكاغو، هو لاعب كرة سلة محترف أمريكي ويحمل الرقم 1. يبلغ طوله 6 قدم 4 بوصة (1.9 م). يلعب مع فريق كرة السلة الذي يمثل جامعة إنديانا في بلومنغتون.

## روابط خارجية
- جيمس بلاكمون جونيور على موقع سبورتس رفرنس (الإنجليزية)
- جيمس بلاكمون جونيور على موقع كرة السلة الأوروبية.كوم (الإنجليزية)
- جيمس بلاكمون جونيور على موقع كلية كرة السلة في سبورتس رفرنس.كوم (الإنجليزية)
- جيمس بلاكمون جونيور على موقع ريلجم (الإنجليزية)
- جيمس بلاكمون جونيور على موقع بروبوليرز (الإنجليزية)
- جيمس بلاكمون جونيور على موقع سبورتس رفرنس (الإنجليزية)
- جيمس بلاكمون جونيور على موقع سبورتس رفرنس (الإنجليزية)